# Rodoviária do Tejo
A Rodoviária do Tejo é a empresa privada detentora da concessão do serviço público de transporte rodoviário de passageiros na Lezíria do Tejo e o Médio Tejo, sendo que nesta última região o faz através da marca Meio desde 1 de agosto de 2023, serviço esse que resulta de uma cisão da área de abrangência da marca Rodoviária do Tejo e cuja autoridade de transportes responsável é a Comunidade Intermunicipal do Médio Tejo.

## Empresa
A empresa foi fundada em Torres Novas em 1860, na altura com o nome Claras, uma empresa privada, cuja atividade inicial consistia no serviço de camionagem. Em 1920, surge a firma João Clara & Comp.ª, e a partir da década de 1940, expande as suas operações para o Centro de Portugal, além das viagens internacionais. Mais tarde, a empresa muda de designação, passando a ser Claras Transportes S.A.R.L., tanto por questões de estratégia, como de imagem e de expansão dos transportes. Contava em 1975, com 2004 colaboradores e uma frota de 499 autocarros, tendo sido todas incorporada na Rodoviária Nacional. Acabaria por adquirir o seu nome atual (Rodoviária do Tejo, S.A.) em 31 de janeiro de 1991, após a separação da Rodoviária Nacional. Segundos dados do "Relatório e Contas 2009", nesse ano a empresa tinha 3 acionistas principais no seu capital social: a Intergaliza, Lda. (27,34%), a Internorte, Lda. (35,94%) e a Rotagus, S.A. (35,94%). A empresa contava no final do ano de 2012 com 627 colaboradores e com uma frota de 478 viaturas.

### Certificação
A empresa possuiu a certificação de qualidade NP EN ISO 9001:2008 (Fornecimento de Serviços de Transporte de passageiros: Serviços Urbanos e Interurbanos. Serviços Expresso. Serviço Internacional. Serviço de Aluguer), válido até 4 de setembro de 2015.

## Tarifas
As tarifas são aplicadas em função dos quilómetros percorridos.

## Oferta

Esquema cartográfico

A maior parte da oferta centra-se em carreiras interurbanas centradas nos principais núcleos urbanos da região onde opera e ligando ao serviço ferroviário de âmbito regional.
- 742      Rápida Vermelha (Rio Maior ↔ Lisboa)
- 790      Rápida Laranja (Lisboa ↔ Santarém)

Anteriores:
- 606      Rápida Branca (Fátima ↔ Leiria)
- 392      Rápida Amarela (Caldas da Rainha ↔ Santarém)

Adicionalmente, detém a concessão dos serviços urbanos de Abrantes, Alcobaça, Almeirim, Caldas da Rainha, Cartaxo, Leiria, Óbidos, Peniche, Santarém, Tomar, Torres Novas, e Entroncamento. Algumas destas concessões passaram em 2015 para a Rodoviária do Oeste e outras passaram para a marca Meio, operada pela Rodoviária do Tejo, em 2023.